# Chrysops aestuans
Chrysops aestuans är en tvåvingeart som beskrevs av Wulp 1867. Chrysops aestuans ingår i släktet Chrysops och familjen bromsar. Inga underarter finns listade i Catalogue of Life.